# Les Temps difficiles (chanson)
Les Temps difficiles est une chanson évolutive, écrite par l'auteur-compositeur-interprète Léo Ferré. Elle sort en 1961 sur un super 45 tours. Chanson à l'humour caustique, à travers laquelle Léo Ferré réagit « à chaud » à l'actualité politique, sociale et culturelle des années soixante. Cette chanson a connu trois versions enregistrées sur scène, et deux versions enregistrées en studio (la deuxième version étant un mélange de la première version et de la deuxième version de scène). En 1966, les trois versions scéniques sont réunies et diffusées sur un 45 tours.

## Historique
Avec Les Temps difficiles Léo Ferré se moque, ironise, brocarde différents aspects de la société française principalement, mais aussi du monde, en ces années 1960, égratignant tour à tour la chanson française (ou à tout le moins certains de ses représentants), le pouvoir gaulliste, la guerre froide, la guerre d'Algérie ou encore la guerre du Viêt Nam...

### 1reversion
Présente lors du tour de chant de Léo Ferré à l'Alhambra en 1961, précédemment la chanson est diffusée dans sa version studio en super 45 tours (ce sera la seule des trois versions à être intégralement enregistrée en studio).
« [...] Cet écrivain n'a pas d' clients, Il vit seul avec son talent, Mais faut bouffer et faut c' qu'y faut, Même si l'on bouffe au Figaro, Les temps sont difficiles ! Ou Hallyday ou Dalida, Y'a pas d' raison qu'on en rest' là, Fout donc B.B. dans ta chanson, Ça f'ra chanter tous les couillons, [...], Si d'Aznavour j'avais la voix, Je pourrais m' voir au cinéma, Mais la p'tit' vagu' m'a laissé là, Moi, moi, moi qui m' voyais déjà, Les temps sont difficiles ! [...], Quand l'Indochin' c'est terminé, Où c'est-t-y qu'on pourrait s' tailler, [...], Quand on n'a pas les mêm's idées, On se les r'fil', c'est régulier, Fil' moi ta part mon p'tit Youssef, Sinon j' te branch' sur l'EDF, [...], Réponds, dis-moi où est ton pot', Sinon tu vas êtr' chatouillé, [...], Quand on questionn' y'a qu'à causer,  Les temps sont difficiles ! [...], Avant la guerr' pour êt' putain, Fallait une carte un bout d' terrain, [...], Maint'nant c'est fini les conn'ries, Faut fair' son lit à Franc' Jeudi, Tâter du Vadim à la Une, En attendant d' montrer sa lune, Les temps sont difficiles ! [...], Rien n'a changé, on tourne en rond, Et dure dure ma chanson, Le temps que je me marre. »
Léo Ferré

### 2eversion
« Les Temps difficiles suite » ainsi que la présente Léo Ferré au public de l'ABC, est créé sur scène en 1962.
« Ma femme veut jouer les Présidents, Elle dit que c'est très plébiscitant, Pour lui montrer que j' suis un homme, Je dois lui dire par référendum, [...], Le matin c'est oui, le soir c'est non, Elle tient pas compte des abstentions, Ni oui ni non, ça fait coup nul, Voilà mon scrutin, j' garde mes scrupules, Les temps sont difficiles ! [...], Pour faire face à la vérité, J'ai poussé jusqu'à la télé, Où l'on m'a dit "Vous demandez qui ? La vérité ? C'est pas ici !" Les temps sont difficiles ! [...], Fini le temps des barbaries, Le Français aime rester chez lui, Monte Carlo est en faillite, On n'a qu' l'Algérie qu'on mérite, [...], À Cuba, y a pas qu' du tabac d' la canne à sucre et d' la rumba, Y a du suspens et d' la terreur, Kennedy soigne ses électeurs, [...], A Rome, il y a l'oecu... ménique, De quoi remplir la Basilique, Il faut être conciliants, mes frères, Les con... ciles, c'est si rare, mon Père, [...], Le Vatican n'est pas d'accord, [...] Quand tu verras un pape sans bras, Avec quoi donc y t' bénira ? Les temps sont difficiles ! [...], Beethoven est mort dans la merde, J'ai qu' ce mot-là, faut pas qu'on l' perde, Faut distraire le profane, [...], Beethoven vit chez Lamoureux, Tous les dimanches que fait l' bon Dieu, Quand Il est mélomane ! »
Léo Ferré

### 3eversion
Cette suite et fin des Temps difficiles est enregistrée en public en 1966, au casino de Trouville-sur-Mer.
« On a retrouvé chez leur coiffeuse, La censure et une religieuse, Qui se tapait à grands coups de ciseaux, Un bourgeois nommé Diderot, En ces temps difficiles, [...], Lui, qui pourtant n'y toucha pas, Savez-vous ce qui arriva ? Ce fut Malraux qui dégueula, Les temps sont difficiles, [...], Si t'en a marre de bouffer des briques, Dimanche je t'emmènerai en Beat-nique, [...], Avant de faire la pause-café, [...], Avec un geste de Zitron, Balayant les inform à cons, [...], Que souffle ou non le vent d'autan, Autant dire qu'on aura plus le temps, De se taper les Ricains, d'autant plus qu'il n'y aura plus d'OTAN, [...], Au fond, tout ça c'est subalterne, Quand il y a qu'un seul mec qui gouverne, Il met, pour voir ses balivernes, Les députés à la lanterne, [...], Un général, au fond, c'est un con-scrit qui serait devenu quelqu'un, Avec l'aide de feuilles de chêne, De dieu et de quelques policemen, En des temps difficiles, [...], Ce siècle avait soixante-trois ans, Washington devenait Texan, Déjà, au seuil de l'après midi, Johnson perçait sous Kennedy, [...] Et comme Johnson est un brave zigue, Un démocrate que rien ne fatigue, Il s'est engagé au Vietnam, Pour faire un job à Bob Dylan, Les temps sont difficiles, [...], Sij' vous disais qu' c'est dégueulasse, Passer les Viets au passe à l'as, Et qu' les Ricains, c'est des fumiers, Vous me diriez que j' suis engagé, En ces temps ridicules, Alors, j' retourne chez ma maman, Pour redev'nir un petit enfant, Et passé de l'être au néant, Afin de lui laisser tout le temps, D'avaler la pilule. »
Léo Ferré

## Discographie
1re version
- 1961 :

super 45 tours Barclay 70402 : Vingt ans, Nous deux, Les Temps difficiles, Les chéris
33 tours Barclay : Récital Léo Ferré à l'Alhambra
- 2003 : l'album posthume Les Chansons interdites... et autres, inclut la version studio.

2e version
- 1963 : 33 tours 25 cm Barclay 80204[2] : Flash ! Alhambra - A.B.C.
- 1965 : une version studio compilant des couplets des deux premières versions est diffusée en super 45 tours.

3e version
- 1966 : super 45 tours Barclay 71082[3] : Les temps difficiles (Alhambra 18.12.1961), Les temps difficilesA.B.C. 27.06.1963), Les temps difficiles (casino de Trouville 16.07.1966)
- 2003 : l'édition en CD de l'album Léo Ferré 1916-19... propose en titre bonus la 3e version des Temps difficiles.

## Musiciens
Versions studio
Arrangements et direction musicale Jean-Michel Defaye (sous le pseudonyme de Franck Aussman pour la première version). La version (compilatoire) de 1965 est un réenregistrement de la voix de Ferré sur la bande-orchestre d'origine.
Versions sur scène
1re version
Jean-Michel Defaye et son orchestre
2e version
Accompagné par l'orchestre de Jean-Michel Defaye (crédité sous le pseudonyme de Franck Aussman)
3e version
Paul Castanier, piano